# Alessandro Bianchi (1813)
Alessandro Bianchi (Piemonte, 18 giugno 1813 – Basaluzzo, 9 aprile 1872) è stato un avvocato e politico italiano.

## Biografia
Partecipa alle elezioni politiche per la I legislatura del Regno di Sardegna candidandosi al collegio di Novi; viene eletto ottenendo, nel ballottaggio del 29 aprile 1848, 257 voti su 395 votanti.
Anche il 22 gennaio del 1849 viene eletto per la II legislatura nello stesso collegio, direttamente al primo scrutinio, con 230 voti su 327 votanti. Ripete il risultato anche il 15 luglio del 1849, per la III con 242 voti su 293 votanti e per la IV con 203 voti su 286 votanti, ma al ballottaggio del 12 dicembre 1849. In queste prima quattro elezioni lo sconfitto è l'avvocato Ferdinando Isola.
Nelle elezioni per la V legislatura, svoltesi nel collegio di Novi l'8 dicembre 1853 è sconfitto da Isola. Si candida alle elezioni suppletive del collegio di Tortona svoltesi nel gennaio 1854 ma anche in questa occasione perde al ballottaggio contro Domenico Berti.
Le dimissioni di Pierre Blanc che era deputato per il collegio di Albertville gli offrono la possibilità di candidarsi in quel collegio alle elezioni suppletive svoltesi nel gennaio 1856, che lo portarono a sedere al parlamento per il resto della V legislatura, avendo vinto al ballottaggio l'11 gennaio 1856 con 224 voti su 386 votanti.
Nel Regno d'Italia si candida alle elezioni per l'VIII legislatura del Regno d'Italia nel collegio di Capriata d'Orba venendo eletto al ballottaggio del 3 febbraio 1861.